# クレタ島の戦い
クレタ島の戦い（クレタとうのたたかい、英語: Battle of Crete）は、第二次世界大戦中の地中海攻防戦における一局面。1941年（昭和16年）5月20日から6月1日にかけて、空挺部隊（降下猟兵）を主力とするドイツ軍と、ギリシャ領クレタ島を防衛するイギリス軍とイギリス連邦のオーストラリア軍、ニュージーランド軍およびギリシャ軍からなる連合国軍の間で戦われた戦闘を指す（クレタ島攻防戦、両軍部隊一覧）。ドイツ軍はメルクール作戦 (独：Unternehmen Merkur) と呼んだ。
クレタ島の飛行場や要所を巡って、幾つかの戦闘が生起した（マレメの戦い、ハニア攻防戦、レティムノン攻防戦、イラクリオン攻防戦）。両軍とも作戦立案や戦闘の過程で重大な誤りを犯したが、クレタ防衛軍がマレメ攻防戦 (Battle of Maleme) で犯した失策によりマレメ飛行場をドイツ軍に奪取され、それが島全体の失陥につながった。
本作戦ではドイツ空軍やイタリア空軍の猛攻により、戦艦ウォースパイト (HMS Warspite) や空母フォーミダブル (HMS Formidable, R67) など、イギリス海軍の艦艇多数が損傷した。
枢軸国の明白な勝利であったが、枢軸空軍と空挺部隊も大損害を受け、その後の空挺作戦に影響を与えた。クレタ島を巡る一連の戦闘は、ギリシャの戦い、地中海の戦いの一部をなしている。

## 背景

### クレタの守備状況

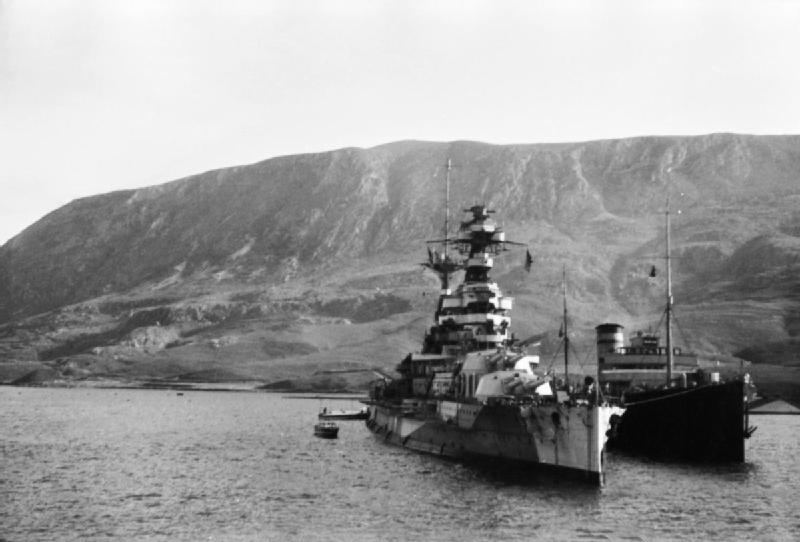
1941年にスダ湾で撮影されたイギリス海軍の戦艦バーラム(左)

1940年（昭和15年）10月28日、イタリア王国がギリシャ本土に侵攻すると、翌日にイギリス軍は地中海東部を扼する要衝であるクレタ島へ進駐した。イタリア軍は当初ギリシャ軍に撃退されたが、1941年（昭和16年）4月にドイツが介入すると、形成が逆転する。ドイツ軍は一ヶ月でギリシャ本土を席巻し、脱出できなかった連合軍守備隊は4月28日に降伏した。ギリシャ政府とギリシャ王室は、クレタに逃れた。
ギリシャ軍とイギリス連邦軍兵士57,000人もギリシャ本土から撤退したが、これらの部隊は重装備をほとんど失っていた。イギリス海軍は彼らの多くを輸送し、約20,000名はアレクサンドリアに、約30,000名がクレタ島に上陸した。当時、クレタ島には14,000人が配備されていた。ギリシャ軍の第5歩兵師団はクレタ島出身者からなる師団で同島の守備隊であったが、前年にアルバニア戦線に送られてしまい、ほとんどクレタ島に引き揚げることが出来なかった。1941年（昭和16年）5月までには10,000名からなる11個のギリシャ人の民兵大隊が組織され、最終的に防衛軍は30,000人にまで増やされたが、武器・弾薬などの装備は極度に不足しており、かつ小火器の種類は雑多で旧式のものが多かった。イギリス側では、クレタを防衛するかには議論があり、中東戦域司令官のウェーベル大将は、既にメソポタミア、リビアで多方面戦争を展開する中でのクレタ島の戦略的な価値には懐疑的で、放棄するべきであるとしたが、首相のウィンストン・チャーチルはこれに反対で、防衛強化を指示した。
1941年（昭和16年）4月30日、クレタ島を防衛するイギリス、ギリシャ、オーストラリア、ニュージーランド連合のクレタ防衛軍総司令官として、第2ニュージーランド師団長のベルナルド・フレイバーグ（Bernard Freyberg）少将が任命された。フレイバーグには、ドイツ軍のエニグマ暗号通信の解読情報（Ultra）により、ドイツ軍の大規模な空挺攻撃が迫っていることが通知されていた。しかし、Ultraの情報源を秘匿することは最重要であったので、Ultraの電文はフレイバーグのみが読むことが出来て、読後の焼却が求められており、他の在クレタの指揮官はその存在すら知らなかった。Ultra情報は、大規模な（12,000人程度）空挺攻撃が迫っていることを伝えていたが、大規模な海上からの上陸作戦があるとは伝えていなかったにもかかわらず、フレイバーグは、海上からの大規模な侵攻に備えてクレタ島首府ハニアの東へ海浜陣地を敷き、その反面、空挺攻撃の適地であったマレメ飛行場西隣の平地にはわずか1個大隊を配置しただけであった。後に、フレイバーグは、この部隊配置について批判されることになった。
ギリシア本土に展開したドイツ第8航空軍団 (VIII. Fliegerkorps) (ヴォルフラム・フォン・リヒトホーフェン上級大将) は、クレタ島の英空軍に対して強圧をかけた、5月14日には、残存する英空軍機はすべてエジプトへ撤退してしまったが、滑走路の破壊措置や地雷埋設などの対応は取られなかった。クレタ島の補給に適した港は全て北岸にあり、クレタ島周辺の制空権はドイツ空軍が握っていたため、エジプトからの補給は枢軸国空軍の脅威にさらされていた。
5月19日のUltra情報は、翌20日が、作戦実施日らしいことを伝えていたが、19日夜も20日朝も、フレイバーグの司令部から、傘下部隊へ特段の警報措置は、なされなかった。

### ドイツの奪取計画
ドイツにとってクレタ島の奪取は戦略的に重要であった。
島北西部のスダ湾は天然の良港で、東地中海で活動するイギリス地中海艦隊 (Mediterranean Fleet) の拠点として使用されていた。イタリアがギリシャに侵攻すると、地中海艦隊は一部艦艇をクレタ島に配備して対抗した。さらに連合国軍がクレタ島に長距離爆撃機を配備すれば、ソビエト連邦への侵攻を控えたドイツにとって死活的に重要なルーマニアのプロイェシュティ油田が爆撃可能範囲（約1150キロメートル）内であったからである。またドイツ側にとっても長距離爆撃機を活用すれば、イギリス地中海艦隊の根拠地アレクサンドリア港や、イギリス海運の急所スエズ運河に脅威を与える可能性もあった。
ギリシャ方面の枢軸国海上兵力は、2つの船団に分かれた船舶をイタリア王立海軍 (Regia Marina) の駆逐艦、魚雷艇が護衛する程度であった。これに対してイギリス海軍は戦艦2隻と駆逐艦8隻、巡洋艦2隻と駆逐艦4隻からなる強力な2個艦隊と600隻ものギリシャ商船隊を擁していた。イギリス海軍はタラント空襲（1940年11月）やマタパン岬沖海戦（1941年3月下旬）でイタリア海軍の主力艦を撃破し、クレタ島周辺の制海権を握っていた。
これに対して制空権は枢軸国側にあったことから、海軍に頼る海上からのクレタ島上陸作戦を取りやめ、第一波侵攻部隊を「航空機を用いて直接的にクレタ島へ投入し、要所を占領する」という空挺作戦がドイツ空軍の主導で立案された。1940年、ドイツは低地諸国制圧やデンマーク、ノルウェーへの侵攻時に小規模な空挺作戦が実施したことがあったが、今回のように主攻作戦としてパラシュートやグライダーの空挺部隊をもちいる大規模空挺作戦は初めてであった。総司令官は第4航空艦隊のアレクサンダー・レーア上級大将が任ぜられ、制空権確保と対地攻撃を担う第8航空軍団（ヴォルフラム・フォン・リヒトホーフェン大将）と、空挺部隊の第11航空軍団（クルト・シュトゥデント大将）を統括した。
ドイツ軍の攻撃計画は、攻略部隊を3つに分け、空挺部隊でクレタ島のマレメ、イラクリオン、レティムノン（旧称レティモ）の各飛行場を占領した後、飛行場への空輸と輸送船での海路で増援部隊を送るものであった。ドイツ軍は、イタリア海軍主力艦艇による上陸作戦の支援を依頼したが、マタパン岬沖海戦で敗北したばかりのイタリア海軍は冷淡で、補助艦艇による僅かな協力をとりつけたのみであった。
計画は4月25日に、いかなることがあっても来たるべきバルバロッサ作戦の作戦開始日に影響を与えないことを条件として、ヒトラーにより承認される。総統指令第28号として発動された。作戦開始日は5月16日とされたが、輸送機の整備と燃料輸送の関係上、5月20日に延期され、参加部隊も第22空輸歩兵師団から第5山岳師団 (5th Mountain Division) に変更された。約500機のJu 52輸送機と、約100機のDFS 230奇襲用グライダーがアテネ周辺に集結する。制空と対地攻撃を担当する第8航空軍団の戦力は、水平爆撃機（Ju 88）280、急降下爆撃機（Ju 87）150、単座戦闘機（Bf109）90、双発戦闘機（Bf110）90、偵察機40であったという。航空部隊はギリシャ本土やエーゲ海各地の飛行場に展開した。イタリア空軍 (Regia Aeronautica) もCR.42戦闘機やSM.79爆撃機などを投入した。
なお、ドイツ軍は、クレタには約8,000人程度の装備劣悪のギリシャとイギリス連邦諸国の軍がいるであろうと推測していた。実際にはギリシャ本土から撤退してきた兵力を含めて27,500人が防備しており、クレタ島の地理に明るい現地の警官、士官候補生、ハニアの儀礼兵から協力を得ていた。火砲や、少数ながら戦車と装甲車も配備していた。

## 戦闘の経過

### 空挺降下

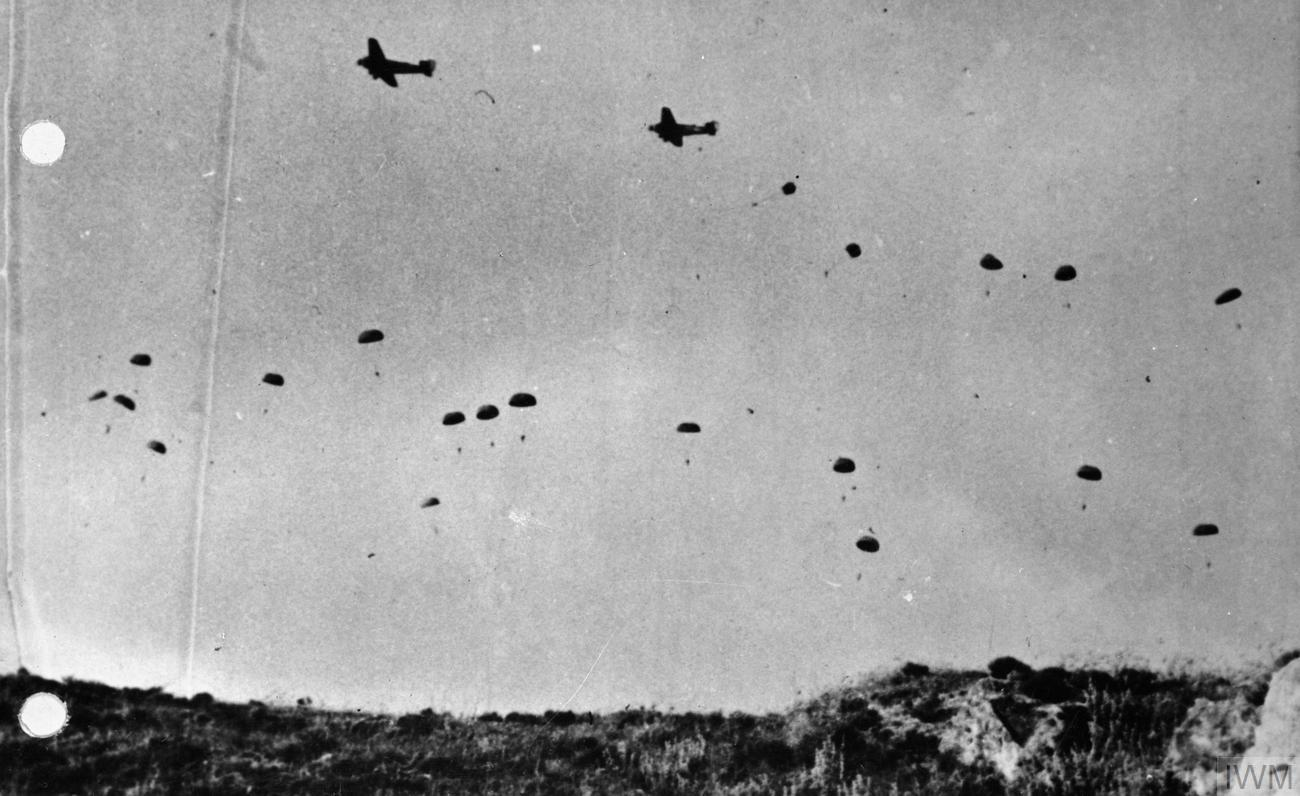
輸送機Ju 52から降下するドイツ軍

1941年（昭和16年）4月末より枢軸国空軍はクレタ島に対する空襲を強化し、スダ湾で修理中の重巡ヨークも対空砲台として活用された。5月中旬になり制空権を握ったと判断したドイツ軍は、ついに空挺作戦の実施に踏み切る。5月20日午前6時以降、空挺降下を支援するため、ドイツ空軍の双発爆撃機がマレメ飛行場とその周辺にある一〇七高地へ空襲を開始した。午前8時、飛行場制圧のためマレメとチャニア近郊にドイツ軍パラシュート部隊が降下した（マレメの戦い）。第二波は、レティムノンとイラクリオンに降下した。
降下に先立つ爆撃で対空砲はほとんど破壊されていたが、ドイツ軍の降下部隊は大打撃を受けていた。全域で降下には最悪の強風に曝されており、マレメではフレイバーグのニュージーランド部隊の陣地を囲うように降下してしまい激しい銃撃にさらされ、さらに共に投下した重火器を回収できずに被害が拡大した。ハニア攻防戦では、降下地点がひどい岩場のせいで多くの死傷者が出た。
午後4時頃、第三波が再びレティムノンとイラクリオンに降下した（レティムノン攻防戦、イラクリオン攻防戦）。別の飛行場の制圧が目的だったが、彼らもまた防衛軍による激しい抵抗に遭遇した。作戦第一日目、ドイツ軍は初日の攻略目標である3飛行場のいずれも確保できなかった。一方、フレイバーグは、上陸作戦を警戒し海岸陣地に貼りつけていた部隊はそのまま維持し、飛行場周辺に降下したドイツ軍の迎撃には向かわせなかった。さらに、初日に死守した島の最重要拠点でドイツ軍の主目標であるマレメ飛行場を見下ろす一〇七高地を守るニュージーランド軍第22大隊は、降下部隊による激しい攻撃と重火器の破壊・弾切れ・故障、さらに飛行場の守備部隊と連絡途絶したことで狼狽して宵のうちに放棄してしまい、ドイツ降下猟兵が夜中の再突撃で、もぬけの殻になっていた高地を占領した。後に飛行場守備部隊はかなり優勢だったことが分かったが、奪還を図るも成功せず、ほどなくマレメ飛行場もドイツ軍に制圧され増援のピストン輸送拠点となった。

### 海路侵攻

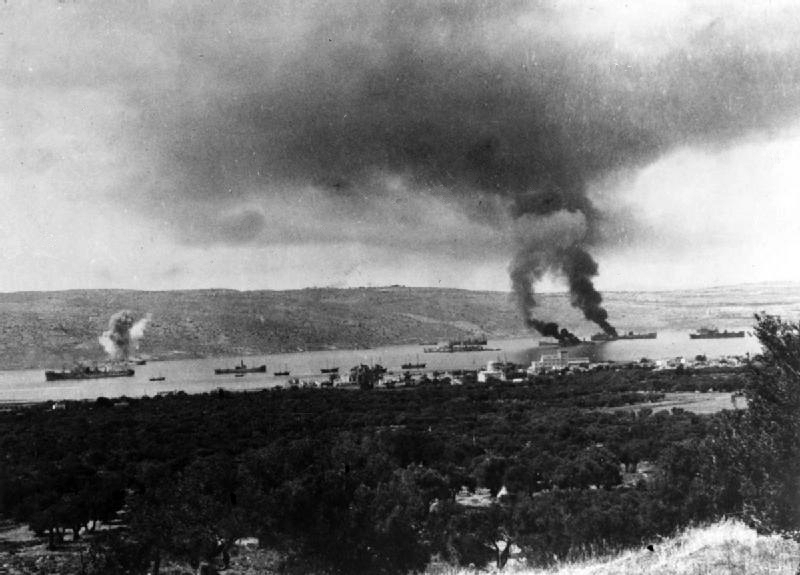
スダ湾でドイツ軍の爆撃を受けるイギリス船

ドイツ軍は5月19日に海路侵攻を開始した。イタリア海軍から駆逐艦2隻と小艦艇約20隻の増援を受け、船団を2つに分けてクレタ島に向かわせた。これらの船団を阻止するため、アレキサンドリアに司令部を置くイギリス地中海艦隊（司令長官カニンガム提督）もクレタ島近海に主力艦隊を出撃させた。
イギリス艦隊はローリングス少将が指揮するA部隊（戦艦ウォースパイト、ヴァリアント、駆逐艦グレイハウンド、グリフィン、ハヴォック、ヒーロー、ジャガー）、B部隊、C部隊、D部隊、E部隊に分割されており、クレタ島北部から北西部の海域にかけて進出した。連合軍艦隊の動向に対し、枢軸側は航空攻撃で阻止を試みる。第2急降下爆撃航空団からはJu87 (Junkers Ju 87 Stuka) が敵艦隊攻撃のために発進した。
5月20日深夜から21日未明、イギリス海軍“E部隊”（駆逐艦アイレクス、ジャーヴィス、ニザム）はカルパトス島のドイツ軍飛行場への砲撃作戦を実施した。ドイツ空軍は「返礼」のために第2急降下爆撃航空団のスツーカ部隊を出動させ、クレタ島南東海面でイギリス海軍“C部隊”を捕捉する。枢軸空軍の攻撃でJ級駆逐艦のジュノー (HMS Juno，F46) が沈没した。
5月21日の夜にクレタへ向かっていたイタリア王立海軍の水雷艇ルポ (Lupo) に護衛された枢軸軍輸送船団が、スパダ岬 (Cape Spada) 沖でアーヴィン・グレニー少将が率いるイギリス海軍“D部隊”（軽巡ダイドー、エイジャックス、オライオン、駆逐艦ジェイナス、キンバリー、ヘイスティ、ヘレワード）と遭遇した。
枢軸輸送船団はガレットやカイークと呼ばれる一種の機帆船約20隻で、合計4,000名の兵員を輸送中であった。まず伊水雷艇ルポと英駆逐艦ジェイナス (HMS Janus，F53) が出会い、それから英軽巡ダイドー (HMS Dido，37) 、オライオン (HMS Orion, 85) も夜戦に加わった。この際、ダイドーの砲撃がオライオンに当たり被害を生じさせた。続いて英軽巡エイジャックス (HMS Ajax) からの攻撃で損害を受けながらルポは退却した。このあとD部隊の攻撃で約半数の汽船が沈没するか損傷し、約300名の将兵が戦死した。
クレタ島周辺の制海権を握っていたイギリス海軍だが、対空兵器の弾薬不足が行動に制約を与えた。他の任務部隊が後退する中で、エドワード・キング少将が率いるイギリス海軍“C部隊”（軽巡ナイアド、パース、カルカッタ、カーライル、駆逐艦カンダハー、キングストン、ヌビアン）はクレタ島北方海域に留まり続ける。
翌朝、C部隊の豪州海軍軽巡パース (HMAS Perth，D29) が枢軸側輸送船1隻を撃沈した。C部隊は枢軸空軍の空襲を受けながら前進し、ついにロス島南方で枢軸軍輸送船団と遭遇する。この枢軸輸送船団を護衛していたのは、イタリア水雷艇サジタリオ (Sagittario) であった。サジタリオ（フルゴーシ艇長）は味方船団を分散させ煙幕を張ると、イギリス艦隊“C部隊”へと向かっていった。続く戦闘でサジタリオは英駆逐艦キングストン (HMS Kingston，F64) に若干の損傷を与えたかもしれない。枢軸側輸送船団が煙幕に隠れると、キング少将は対空用弾薬の不足などから攻撃を断念して西へ退避を開始する。キング少将は敵船団の存在には気づいていなかった。
ドイツは、占領地で徴用した小型汽船も含めて編成した船団約50隻のうち11～12隻を喪失。300人もの降下・山岳猟兵が溺死などで海に消え、クレタへ上陸できたのは74人だった。船団の損害を報告されたドイツ軍は海路侵攻を一時中断させることを決定した。

### 地中海艦隊の後退

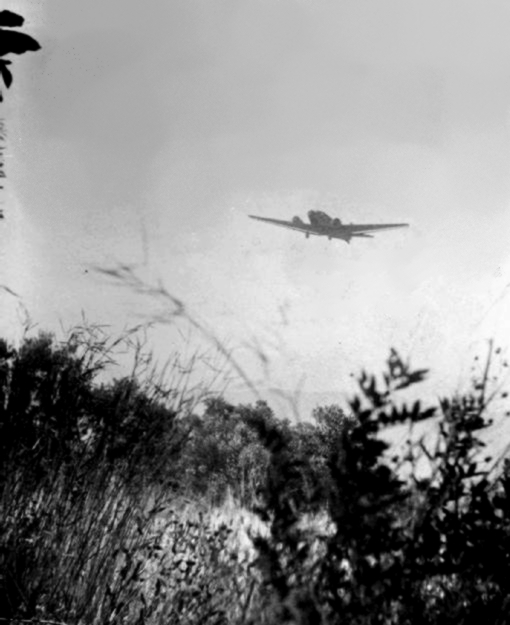
飛行場に向う輸送機Ju 52

5月22日にドイツ軍は第5山岳師団をマレメの飛行場の西と海岸に輸送機で強襲空輸し、午後4時頃に同部隊がマレメの飛行場の制圧に成功した。その後もドイツ軍は安全を確保しきっていない段階からマレメの飛行場へ増援部隊と物資を空輸した。鹵獲したイギリス軍の戦車やブルドーザーで平地の障害物を排除し、（再離陸できない）空になった輸送機は脇へどけて後続を強行着陸させた。この増援を受け取った第5山岳師団を主力に連合軍を圧倒し始め、同日中にマレメは制圧された。また、同時にドイツ空軍も地上支援任務から解放され、イギリス海軍の攻撃に集中した。
イギリス海軍は最初の海路侵攻こそ頓挫させることに成功したが、枢軸空軍の絶え間ない空襲で損害が増えてゆく。地中海艦隊はクレタ島での警戒の中止を決定した。だが一連の空襲で軽巡洋艦「グロスター」 、「フィジー」 、駆逐艦「グレイハウンド」が沈没。戦艦「ウォースパイト」 、「ヴァリアント」、軽巡洋艦「ナイアド」 、カーライル が大きな損害を受けた。空挺降下の開始から飛行場の占領までの第一次クレタ海空戦でこれら軽巡洋艦2隻と駆逐艦4隻を撃沈され、24日にエジプトのアレキサンドリアに帰港した。
5月22日、3月26日に損傷を受けてスダ湾停泊中の重巡洋艦「ヨーク」も自沈処理がおこなわれた。同22日夜から5月23日朝、イギリス軍はクレタ周辺の哨戒と救出作戦を兼ねて第5駆逐戦隊と第14駆逐戦隊をクレタ島近海に派遣する。駆逐艦「ヒーロー」、「デコイ」はギリシャ国王ゲオルギオス2世救出を命じられ、第5駆逐戦隊（ルイス・マウントバッテン司令）はクレタ島北方に回って枢軸機帆船1隻を撃沈し、1隻を炎上させる。加えて、マレメ飛行場に艦砲射撃を行った。夜のうちに各駆逐艦は退却を始めたが、23日朝以降は枢軸空軍の空襲をうける。Ju 87爆撃機の急降下爆撃により、英駆逐艦「ケリー」と「カシミール」が撃沈される。マウントバッテン大佐など生存者は僚艦「キプリング」に救助され、同艦はその後の枢軸空軍波状攻撃を全て回避してアレクサンドリアに戻った。この攻撃で、連合軍はドイツ側上陸船団を海上で阻止する術を失い、またクレタ島に対する増援も不可能になった。
クレタ島に対する枢軸軍の増援部隊は抵抗なく到着するようになり、連合軍は枢軸空軍空挺部隊の発進基地を攻撃することにした。アレクサンドリアにいたイギリス空母「フォーミダブル」に残存航空部隊をかきあつめ、フルマー戦闘機12機とソードフィッシュ雷撃機4機を確保する。装甲空母1隻に、戦艦2隻（クイーン・エリザベス、バーラム）、駆逐艦複数隻が付随した。5月26日朝、「フォーミダブル」はクレタ東方にあるカルパトス島の飛行場に攻撃隊（艦上戦闘機4、艦上攻撃機4）を発進させ、枢軸軍爆撃機2機と戦闘機5機を破壊した。枢軸側はイギリス空母を探しもとめ、北アフリカのリビアから飛来したスツーカ部隊が英機動部隊を襲撃、空母「フォーミダブル」と駆逐艦「ヌビアン」を撃破した。また双発爆撃機により戦艦「バーラム」も損傷した。
その頃、ヨーロッパ本土ではドイツ海軍の巨大戦艦ビスマルク (DKM Bismarck) がライン演習作戦により大西洋に出撃し、5月24日にデンマーク海峡海戦で英巡洋戦艦フッド (HMS Hood) を撃沈し、英戦艦プリンス・オブ・ウェールズ (HMS Prince of Wales) を撃破した。イギリス海軍はビスマルク追撃に西地中海を担当するH部隊も投入し、地中海に新たな戦力を投入しなかった。
イギリス軍の注意が大西洋の戦い（ビスマルク）に引きつけられている頃、クレタ島を巡る戦局は最終段階に入った。5月27日、カステリ湾に枢軸国軍船団が到着し、ドイツ軍の上陸が開始された。イギリス軍司令部は絶望的な情勢であると判断し、ようやくクレタ島からの撤退を決定する。クレタ島からの撤退には、イギリス地中海艦隊の高速艦艇が投入された。

### 連合軍の撤退

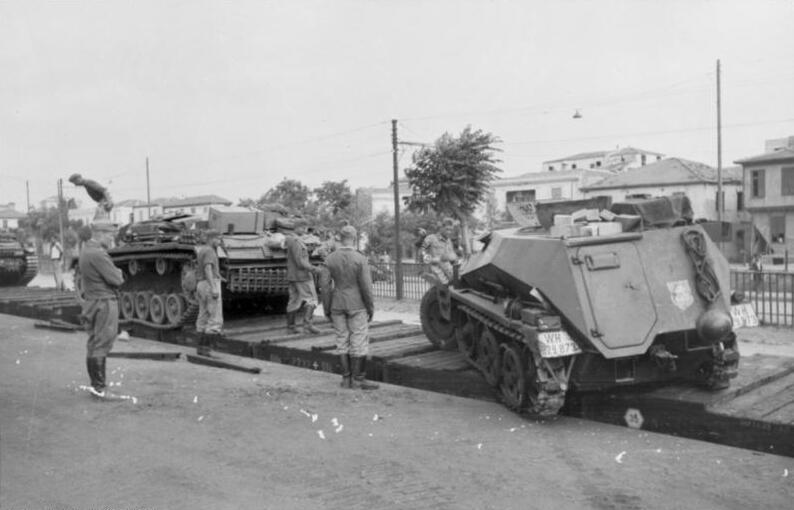
上陸したIII号突撃砲と半装軌車Sd Kfz 253

連合軍はクレタ島東部のイラクリオンから5月28日に撤退し、29日にはクレタ島南部の港町スファキア（Sfakiá）からも脱出が試みられたが、双方でドイツ空軍の爆撃を受け甚大な損害を被った。スファキアに向かったのは駆逐艦4隻（ネーピア、ニザム、ケルビン、カンダハー）で、約3,000名の将兵をエジプトに送り届けた。
イラクリオンに向かったイギリス海軍“B部隊”軽巡3隻（オライオン、エイジャックス、ダイドー）と駆逐艦複数隻（ジャッカル、キンバリー、ヘレワード、ホットスパー、インペリアル、デコイ）は、まず往路で軽巡エイジャックス (HMS Ajax, 22) が大破して撤退、駆逐艦インペリアル (HMS Imperial, D09) が至近弾を受けた。
5月28日深夜から29日未明にスファキアで連合軍守備隊4,000名を収容し、クレタ島を後にする。するとインペリアルが機械故障を起こし、乗組員を僚艦ホットスパー (HMS Hotspur, H01) に移したあと自沈処分された。移乗と自沈処分に手間取るうちにカソ海峡で枢軸空軍スツーカ部隊の空襲がはじまり、駆逐艦デコイ (HMS Decoy, H75) が至近弾で損傷、駆逐艦ヘレワード (HMS Hereward, H93) が沈没した。
つづいてスツーカ部隊第二波攻撃で防空巡ダイドー (HMS Dido, 37) と軽巡オライオン (HMS Orion, 85) が大破した。同日午後8時、B部隊はアレクサンドリアに辿り着いた。
レティムノは5月30日の夜に陥落し、ドイツ軍は東部にあるミラベラ湾に上陸したイタリア軍との連絡が可能になった。
ドイツ軍の圧倒的攻勢で、イギリス軍は28日から31日の夜にかけて死に物狂いの撤退戦のなか山岳を越え島の南側まで退却し、イギリス海軍の支援により約15,000人が島から撤退できた。しかしこの時1,000名以上の死者を出し、スファキアに取り残される結果となった5,000人を含めて、12,000人近くが捕虜になった。支援したイギリス海軍も29日から6月1日にかけて空襲を受けて最後の損害を出し、軽巡パース (HMAS Perth，D29) が損傷、カルカッタ (HMS Calcutta, D82) が沈没した。その後、拘束を逃れた連合軍の残存兵は1941年までに約500人が抵抗を続け、軍服を脱ぎ非戦闘員に紛れ込む者もいた。侵攻から10日後、ドイツ軍はクレタ島全域を占領し、6月1日にクレタ政府が降伏した。
クレタ島を巡る一連の作戦に従事した連合国軍艦艇の被害は、甚大であった。重巡ヨークが自沈、軽巡3隻（グロスター、フィジー、カルカッタ）と駆逐艦6隻（ジュノー、グレイハウンド、カシミール、ヘレワード、インペリアル、ケリー）が沈没、装甲空母フォーミダブル、戦艦3隻（ウォースパイト、ヴァリアント、バーラム）、巡洋艦6隻と駆逐艦多数が損傷した。
勝ったとはいえ、数的に優勢な敵軍が守る島へ、重火器を持たない降下部隊を分散投入したドイツ軍の損害も大きかった。参加兵力約22,000人のうち戦死・行方不明者は3,250人、負傷者3,400人程度に上った。第7空挺師団は、攻略部隊離陸直後に爆撃機に曳航索を誤って切断されたグライダーが墜落し、師団長と師団幕僚が全員死亡した。パラシュート兵に限れば4人に1人が死亡または行方不明になったとの推計もある。輸送機も140機が失われた。一部の資料では、輸送機272機（作戦参加機の60パーセント、ドイツ軍保有機数の15パーセント）が喪失するか修理不能となり、第8航空軍も40機を喪失したとする。

## 戦いの後
クレタ島の戦いでは、女性や少年を含むクレタ島住民の相当数が銃をとって抵抗した。また、ギリシア民兵部隊は、軍服が大量に不足していたので、軍服が支給されずに戦闘に参加した者が多数いた。ドイツ軍の解釈では、戦闘行為は双方の戦闘服を着用した戦闘員に限られるべきで、戦闘服を着用せずに戦闘に参加した者には、ハーグ陸戦条約は適用されない、とした。戦闘終了後、ドイツ軍は、軍服未着用ギリシア民兵やクレタ島住民、1000名以上を正式な裁判を経ることなしに銃殺した。この為、クレタ島住民の対独感情は極端に悪化した。
撤退できなかった連合軍将兵の一部は、島の中央部の脊梁山脈に逃げ込んだが、そこには共産党系と非共産党系の反独武装組織が蟠踞していて、ドイツ軍の支配は部分的であった。連合軍の撤退から程なくして、イギリスの特殊作戦執行部（SOE）は連絡将校を派遣し、非共産党系の武装組織を支援し始めた。1943年には、SOE将校の立会いのもと、共産党系と非共産党系の不戦協定が成立した。
1943年夏のムッソリーニ失脚からイタリアの降伏に至る過程で、島の東三分の一を占領するイタリア軍司令官は、イギリス軍に連絡をとり、イギリス軍による侵攻と保護を求めたが、連合軍側にはクレタ島侵攻計画はなく、ドイツ軍は東部にも進出してイタリア軍を武装解除した。イタリア軍司令官は、SOEの助けでエジプトに脱出した。
独ソ戦では、1944年8月のソ連軍のヤッシー＝キシナウ攻勢でドイツ軍は大敗し、ルーマニアとブルガリアは9月にドイツに宣戦した。この為、ドイツ軍にとってギリシアを保持する理由はなくなったので、ドイツ軍は、10月にはギリシャ本土から撤退を始めたが、クレタ島については、制海権も制空権も失っていたので、撤退は行われなかった。しかし、10月には、反独武装組織による圧力で、ドイツ軍は、イラクリオン地区からは撤退を余儀なくされ、イラクリオンに自治政府が成立した。
シュトゥデントは「クレタ島はドイツ降下部隊の墓場だった」と述懐しつつも、北アフリカ戦線が有利に進めばキプロス島やスエズ運河への空挺作戦も検討していた。だがドイツの軍事力は独ソ戦へ注ぎ込まれ、ドイツアフリカ軍団も敗退し、その機会は来なかった。地中海における重要拠点マルタ島をめぐるマルタ攻囲戦では、本作戦とバルバロッサ作戦のためドイツ空軍が転用されて圧力が減り、英領マルタ守備隊は一息ついた。1942年（昭和17年）5月になると枢軸側はマルタを占領するため空挺部隊（降下猟兵）によるマルタ攻略を検討していた。ヘラクレス作戦 (イタリア側作戦名“Operazione C3” ) と呼称されていたが、実施されなかった。
クレタ島は、チャーチルが恐れたようなエジプト攻略への足掛かりとしては使われなかったが、ドデカネス諸島戦役で制圧した他のエーゲ海諸島ともども終戦までドイツ軍が保持した。
1945年5月のドイツ降伏とともに、クレタ島のドイツ軍も降伏した。戦後、ギリシャ政府の要請で、連合国軍の捕虜になっていた歴代2人のクレタ占領軍司令官が引き渡され、戦争犯罪の罪で死刑判決を受けて首都アテネで銃殺された。

## 空挺作戦に対する評価

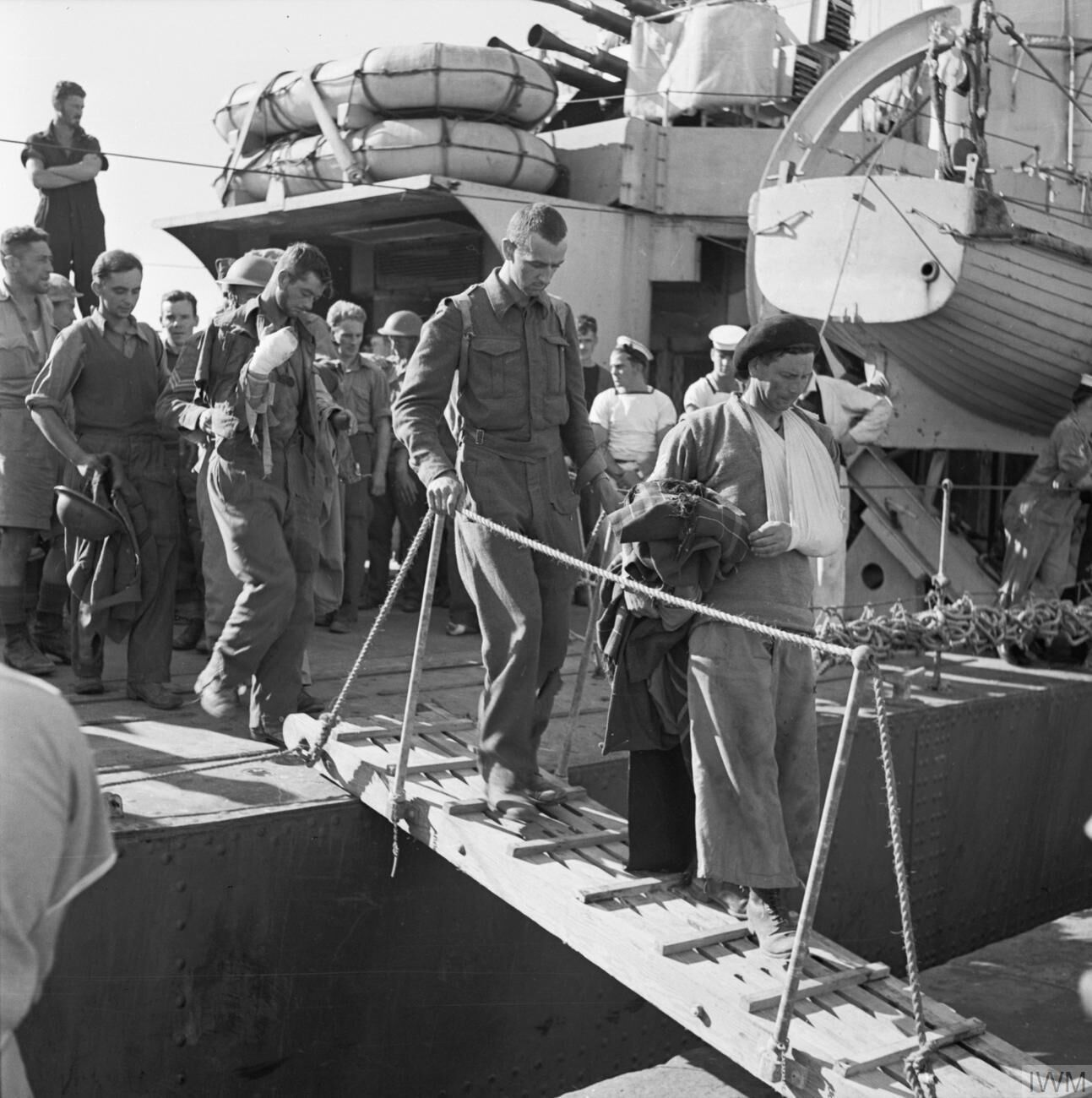
5月31日、エジプトに到着したイギリス軍

この戦いで両軍が導き出した結論は異なっていた。連合国軍は、ドイツ軍の史上初の大規模な空挺作戦が鮮やかに成功した印象を受け、空挺部隊を研究育成し、後のシチリア島上陸作戦、ノルマンディー上陸作戦、マーケット・ガーデン作戦、ルール降下作戦などで多用・活用されることとなった。チャーチルはクレタ戦がまだ続いている5月27日、当時500人だったイギリス空挺部隊を5000人へ増強することを命令。アメリカ陸軍も1941年にフォート・ベニングで空挺部隊を創設した。
一方、ヒトラーはドイツ軍の多すぎる犠牲に衝撃を受け、再び大規模な空挺作戦を実施することはなかった。この理由について、元英国軍のジェイムズ・ルーカス、および複数の元ドイツ降下猟兵によると、実際は大規模な空挺部隊を運ぶ輸送機が無かったことが理由と語られている。その後、ドイツのパラシュート部隊は小規模な運用が西部を中心に行われたが、実質、特殊部隊や歩兵エリート部隊として扱われるようになった。空挺降下はしなくても、その精強さはモンテ・カッシーノの戦いなどで発揮され、「緑の悪魔」と恐れられた。
また、ドイツ空軍はこの作戦に飛行学校訓練部隊用のJu 52を投入して多数を失い、パイロットの育成に影響が出始めた。
他国同様に地上に着くまでほぼ丸腰が基本だった空挺兵のために、汎用機関銃MG34と同じ強力な8mmマウザー弾を連射でき、かつ精密射撃も可能で、さらに突撃銃StG44より軽く、主力小銃Kar98kより短く、白兵戦に耐える強度を持つFG42（42年式降下猟兵小銃）が開発された。
ドイツ軍、連合国軍双方、空挺部隊の戦術・携行兵器の運用、研究に関する転換点となった戦闘でもあった。